# Štrped
Štrped is een plaats in de gemeente Buzet in de Kroatische provincie Istrië. De plaats telt 177 inwoners (2001).